# Канадсько-українська бригада
Канадсько-українська бригада — підрозділ Іноземного легіону сформований в 2022 році з української діаспори Канади, зокрема з колишніх канадських військових.

## Структура
- 1-ша рота
- 2-га рота
- 3-тя рота
- 4-та рота
- 5-та рота
- 6-та рота